# Moon drop
moon drop（ムーンドロップ）は、日本の4人組ロックバンド。所属レーベルはビクターエンタテインメント / Getting Better Records。

## メンバー
浜口 飛雄也 (ハマグチ ヒュウヤ)
パート：ボーカル / ギター
出身地：三重県
好きなアーティスト：back number
ほぼ全楽曲の作詞・作曲を担当している
清水 琢聖 (シミズ タクマサ)
パート：ギター
出身地：三重県
好きなアーティスト：ELLEGARDEN
坂 知哉 (サカ トモヤ)
パート：ベース / コーラス
出身地：福井県
好きなアーティスト：マキシマム ザ ホルモン
Vo/Gt 浜口 飛雄也 と共に多くの楽曲の作曲に携わっている
原 一樹 (ハラ カズキ)
パート：ドラム
出身地：東京都
好きなアーティスト：ASIAN KUNG-FU GENERATION

## 来歴

### 2014 - 2017年
- 2014年3月 三重県伊勢市にて、Vo/Gt 浜口 飛雄也 と Gt/清水 琢聖 を中心にmoon dropを結成。
- 2017年3月 TRUST RECORDS × BUNS RECORDSへの所属を発表

### 2018 - 2020年
- 2018年5月 Ba/Cho坂 知哉が加入し、初の全国流通盤となる1st Mini Album「花束のかわりに」をリリース。
- 2019年2月 Dr原 一樹が加入し、現体制としての活動をスタート。
- 2020年11月 TRUST RECORDS × Getting Better Records共同レーベル「D.T.O.30.」への移籍を発表

### 2021 - 2022年
- 2021年1月 3rd Mini Album「拝啓 悲劇のヒロイン」をリリース。収録楽曲「僕といた方がいいんじゃない」が口コミで広まり、2021 年間 USEN HIT インディーズ・ランキング 3位を記録。
- 2022年1月 1st Full Album「この掌がまだ君を覚えている」をリリース。収録楽曲「寝ても覚めても」が、2022年2月度 月間 USEN HITインディーズ・ランキング 1位を記録。
- 2022年5月 バンド初の東名阪ワンマンライブを開催し、全公演SOLD OUT。
- 2022年9月 全10公演の全国対バンツアーを開催し、全公演SOLD OUT。

### 2023年
- 1月 恵比寿LIQUIDROOMにてワンマンライブを開催。チケット一般発売と共に即日SOLD OUTとなった同公演にて、ビクターエンタテインメント / Getting Better Recordsよりメジャーデビューを発表。Digital Single「愛の縫目」にてメジャーデビューを果たし、続いて2nd Full Album「僕の唄で君に永遠を」を配信リリース。
- 3月 渋谷Spotify O-EAST公演を含む全国ツアーを開催し、全公演SOLD OUT。
- 5月 VIVA LA ROCK・JAPAN JAM・METROCKを皮切りに、全国各地の大型春&夏FESに多数出演し、各地で会場キャパシティを越える集客を記録する。
- 9月 自身最大キャパとなるEX THEATER ROPPONGI公演を含む、全国対バンツアーを開催し全公演SOLD OUTとなる。

### 2024年
- 2月 14日【バレンタインデー】に、3rd Full Album「君にみた季節」を配信リリース。
- 3月 14日【ホワイトデー】に、3rd Full Album「君にみた季節」をCDリリース。続く21日をもって【バンド結成10周年】を迎え、この日を皮切りに自身初の全国ワンマンツアーを開催。ツアーファイナルをLINE CUBE SHIBUYAにて開催し全公演SOLD OUTとなる。
- 7月 「焼いてるふたり 〜交際0日 結婚から恋をはじめよう〜」エンディング主題歌として、「風のお便り」を配信リリース。
- 9月 バンド結成10周年を記念した全国ワンマンツアーを開催、東名阪は自身初のホール公演となる。

## ディスコグラフィ

### デジタルシングル
| 発売日        | タイトル               | 収録アルバム               | レーベル       |
| ------------- | ---------------------- | -------------------------- | -------------- |
| 2021年8月25日 | 水色とセーラー服       | この掌がまだ君を覚えている | D.T.O.30.      |
| 2021年10月1日 | リタ                   | この掌がまだ君を覚えている | D.T.O.30.      |
| 2021年12月8日 | この雪に紛れて         | この掌がまだ君を覚えている | D.T.O.30.      |
| 2022年7月27日 | ボーイズアンドガールズ | 僕の唄で君に永遠を         | D.T.O.30.      |
| 2022年9月7日  | 足りない               | 僕の唄で君に永遠を         | D.T.O.30.      |
| 2022年11月9日 | タイムマシン           | 僕の唄で君に永遠を         | D.T.O.30.      |
| 2022年12月7日 | アダムとイブ           | 僕の唄で君に永遠を         | D.T.O.30.      |
| 2023年1月11日 | 愛の縫目               | 僕の唄で君に永遠を         | Getting Better |
| 2023年6月28日 | ヒメゴト               | 君にみた季節               | Getting Better |
| 2023年8月18日 | 晩夏の証               | 君にみた季節               | Getting Better |
| 2023年10月4日 | どうにもならんわ       | 君にみた季節               | Getting Better |
| 2024年1月31日 | 君の猫になりたい       | 君にみた季節               | Getting Better |
| 2024年6月5日  | 閃光花火               |                            | Getting Better |
| 2024年7月5日  | 風のお便り             |                            | Getting Better |

### アルバム
|     | 発売日                                | タイトル                   | 規格品番                                     | レーベル       |
| --- | ------------------------------------- | -------------------------- | -------------------------------------------- | -------------- |
| 1st | 2022年1月19日                         | この掌がまだ君を覚えている | NZS-876：完全生産限定盤 NCS-992：通常盤      | D.T.O.30.      |
| 2nd | 2023年1月25日[配信] 2023年3月22日[CD] | 僕の唄で君に永遠を         | VIZL-2171：完全生産限定盤 VICL-65793：通常盤 | Getting Better |
| 3rd | 2024年2月14日[配信] 2024年3月14日[CD] | 君にみた季節               | VIZL-2277：完全生産限定盤 VICL-65920：通常盤 | Getting Better |

### ミニアルバム
|     | 発売日        | タイトル            | 規格品番  | レーベル                     |
| --- | ------------- | ------------------- | --------- | ---------------------------- |
| 1st | 2018年5月23日 | 花束のかわりに      | RCTR-1067 | TRUST RECORDS × BUNS RECORDS |
| 2nd | 2019年4月3日  | スタンドバイユー    | RCTR-1079 | TRUST RECORDS × BUNS RECORDS |
| 3rd | 2021年1月6日  | 拝啓 悲劇のヒロイン | DTOT-1006 | D.T.O.30.                    |

### EP
|     | 発売日       | タイトル      | 規格品番  | レーベル                     |
| --- | ------------ | ------------- | --------- | ---------------------------- |
| 1st | 2020年4月8日 | 告白前夜 e.p. | RCTR-1089 | TRUST RECORDS × BUNS RECORDS |

### 参加作品
| 発売日        | タイトル                   | 収録曲         | 備考 |
| ------------- | -------------------------- | -------------- | ---- |
| 2016年12月7日 | TRUST YOUR SOULS "FRIENDS" | 至福の時を     |      |
| 2017年3月29日 | In the Stage 5             | これからのこと |      |
| 2017年3月29日 | Seize New Scene            | 春を待つ       |      |
| 2018年4月4日  | GOOD MORNING TONIGHT       | dear Girl      |      |

## ミュージックビデオ
| 公開日         | 曲名                       | 監督         | 備考                        |
| -------------- | -------------------------- | ------------ | --------------------------- |
| 2018年4月25日  | 花束のかわりに             | 大瀬良匠     | 出演：土井良祐 / 平林千春   |
| 2018年5月10日  | オレンジ                   | Payjun       |                             |
| 2019年3月22日  | センチメンタルガール       |              |                             |
| 2019年5月18日  | 西大寺より                 |              |                             |
| 2020年3月25日  | ex.ガールフレンド          |              |                             |
| 2020年4月7日   | シンデレラ                 |              |                             |
| 2020年12月26日 | 僕といた方がいいんじゃない | ハヤシサトル | 出演：ましゅろ〜 / 古川聖也 |
| 2021年2月19日  | 誰でもいいのだ             | Payjun       | 出演：み                    |
| 2021年4月25日  | 僕といた方がいいんじゃない | あめのじゃく | リリックビデオ              |
| 2021年8月25日  | 水色とセーラー服           | ハヤシサトル | 出演：木村魁希 / 磯俣愛     |
| 2021年10月1日  | リタ                       | 三石直和     | 出演：石井杏奈              |
| 2021年12月8日  | この雪に紛れて             | ハヤシサトル | 出演：秋谷百音 / 桜木那智   |
| 2022年2月2日   | 寝ても覚めても             | 吉田卓功     | 出演：吉永アユリ / 佐藤俊輔 |
| 2022年4月9日   | ラストラブレター           | なぎむぎ     |                             |
| 2022年7月27日  | ボーイズアンドガールズ     | 玉田しんせつ |                             |
| 2022年9月7日   | 足りない                   | 吉田卓功     | 出演：蓼沼優衣 / 仲野温     |
| 2022年11月9日  | タイムマシン               | かとうみさと | 出演：桃果 / 菅原勇矢       |
| 2022年12月7日  | アダムとイブ               | asuka        | リリックビデオ              |
| 2023年1月11日  | 愛の縫目                   | 三石直和     | 出演：工藤遥 / 深澤大河     |
| 2023年7月5日   | ヒメゴト                   | N.I.L 1979   | 出演：小日向みう / 中山雄斗 |
| 2023年8月25日  | 晩夏の証                   | 山口保幸     | 出演：速瀬愛 / 弓木大和     |
| 2023年10月4日  | どうにもならんわ           | シシカバ     |                             |
| 2024年1月31日  | 君の猫になりたい           | シシカバ     |                             |
| 2024年4月17日  | 往日                       | タオカスグル | 出演：岡本ゆい / 辻岡甚佐   |
| 2024年6月5日   | 閃光花火                   | タオカスグル | 出演：荒井啓志 / 千葉祐夕   |
| 2024年6月28日  | ヒメゴト                   | ひるのつき子 | アニメーションビデオ        |

## タイアップ
| 使用年 | 曲名             | タイアップ                                                                                    |
| ------ | ---------------- | --------------------------------------------------------------------------------------------- |
| 2022年 | ラストラブレター | 『中部7県 Honda Cars』CMタイアップソング                                                      |
| 2024年 | 君の猫になりたい | TBS系『王様のブランチ』2月エンディングテーマ                                                  |
| 2024年 | どうにもならんわ | BS11「なすなかにしのゲームキングダム」3月エンディングテーマ                                   |
| 2024年 | 風のお便り       | 読売テレビ・中京テレビ『焼いてるふたり 〜交際0日 結婚から恋をはじめよう〜』エンディング主題歌 |
| 2025年 | スーパームーン   | ショートドラマ『子連れバツイチ、最後の恋は沼でした。』主題歌                                  |

## 出演

### ラジオ
- ZIP-FM「WEAR MUSIC」(2022年4月 - 2023年3月)
- ZIP-FM「FIGHTING!!MOONDROP!!」(2023年4月 - 2024年3月)[1]
- Tokyo fm「RADIO BLAST powered by Fanpla Kit」(2023年4月 - 2024年3月)[2]
- Interfm「東京円盤倶楽部」(2023年4月 - 2023年6月)
- FM福井「Update Evening」(2023年4月 - 2024年3月)